# Афрамеева, Марина Анатольевна
Марина Анатольевна Афрамеева (род. 4 марта 1991, Москва) — российская всадница, участница Олимпиады 2016 года.

## Карьера
Начала заниматься конным спортом в 6 лет в Германии. С 1999 года тренируется в конно-спортивном комплексе «Новый Век». Первый тренер — двоюродная сестра Инесса Меркулова.
Многократный призёр и победитель московских, российских и международных соревнований по выездке. Шесть раз участвовала в первенствах Европы по выездке, Всемирных Конных Играх и многих соревнованиях ранга пяти звезд. 
В 2016 году участвовала в соревнованиях Олимпиады в Рио-де-Жанейро. На лошади по кличке Воск набрала 71,343 балла в Большом Призе и заняла 31-е место.